# Far, mor og børn. Noget om rollelege
Far, mor og børn. Noget om rollelege er en film instrueret af Lise Roos, der også har skrevet filmens manuskript.

## Handling
I forbindelse med filmen Kan man klippe i vand? er der udarbejdet fire tematiske film, som kan betragtes som debatoplæg om mere specielle emner. Filmen viser noget om børns udtalte trang til at lege sig igennem de roller, de er omgivet af til daglig.